# Gemma Pasqual i Escrivà
Gemma Pasqual i Escrivà (Almoines, la Safor, 1967) és una escriptora valenciana que s'identifica com a catalana.
Després d'un període com a analista de sistemes, va començar la seva trajectòria literària el 1998. Ha escrit principalment novel·les juvenils o infantils des d'un enfocament pedagògic, entre elles, són destacables Marina, L'últim vaixell i Et recorde, Amanda. Ha guanyat diversos premis, entre els quals el premi Barcanova de literatura juvenil el 2007 i el premi Samaruc el 2015.
Gemma Pasqual ha col·laborat en diferents revistes especialitzades en literatura, com ara la revista CLIJ-Cuadernos de Literatura Infantil i Juvenil, la revista Marxa Popular Fallera, la revista Literatures, la revista Caràcters i ha format part del consell de redacció de L'escletxa. A més, és vocal de la Junta de Govern de la Institució de les Lletres Catalanes, vocal del Consell Assessor de la Institució de les Lletres Catalanes, membre del PEN català i patrona de la Fundació Reeixida. Cal destacar la seva faceta de conferenciant en diversos centres culturals, amb col·loquis sobre diferents personatges del món de la cultura, com, per exemple, Maria Mercè Marçal, Joan Fuster o Pau Casals. D'altra banda, l'autora té una llarga trajectòria en animació lectora en instituts i escoles de tot el país. A més, no només ha treballat amb alumnes sinó també amb mestres, com, per exemple, el curs de formació del professorat que va impartir al Museu de Belles Arts de València Sant Pius V, amb el títol «Desenvolupament de la creativitat plàstica a través de l'escriptura de textos».
Va ser vocal (2007-2013) i vicepresidenta (2013-2021) pel País Valencià de l'Associació d'Escriptors en Llengua Catalana, i des del 2015 és vicepresidenta d'Acció Cultural del País Valencià.

## Activisme polític
Com altres autors valencians, Gemma Pasqual ha participat en política. En 2018 va participar en un acte organitzat per la coalició Compromís a Almoines. En octubre d'eixe mateix any va comandar l'acte polític del 59é Aplec del Puig a la Muntanyeta de la Patà, organitzat per ERPV.

## Obres
- Barça ou barzakh![8] Ed. Bromera/Espurna ISBN 9788498248838
- Una setmana tirant de rock ALFAGUARA/Voramar - 1998 ISBN 978-84-8194-195-1 ISBN 84-8194-195-6
- Marina ALFAGUARA/Voramar - 2001 ISBN 978-84-8194-515-7 ISBN 84-8194-515-3
- Et recorde, Amanda ALFAGUARA/Voramar - 2002 ISBN 978-84-8194-679-6 ISBN 84-8194-679-6
- Gènova, "città chius@" ALFAGUARA/Voramar - 2003 ISBN 978-84-8194-877-6 ISBN 84-8194-877-2
- L'últim vaixell ALFAGUARA/Voramar - 2004 ISBN 978-84-8194-927-8 ISBN 84-8194-927-2
- La màgia del temps ALFAGUARA/Voramar - 2005 ISBN 978-84-8194-002-2 ISBN 84-8194-002-X
- Quan deixàvem de ser infants. Vicent Andrés Estellés des del fons de la memòria Ed. Barcanova - 2005 ISBN 978-84-489-1796-8 ISBN 84-489-1796-0
- La fàbrica ALFAGUARA/Voramar - 2006 ISBN 978-84-9807-004-0 ISBN 84-9807-004-X
- Les aventures de Roger lo Pelat Ed. Barcanova - 2006 ISBN 978-84-489-1967-2 ISBN 84-489-1967-X
- Anatomia d'un assassinat Ed. Perifèric - 2007 ISBN 978-84-934847-7-4 ISBN 84-934847-7-6
- Llàgrimes sobre Bagdad Ed. Barcanova - 2008 ISBN 978-84-489-2363-1
- La Mosca, assetjament a les aules Ed. Perifèric - 2008 ISBN 978-84-935498-7-9
- Xènia, tens un whatsapp Ed. Barcanova — 2014 ISBN 978-84-489-3082-0
- Xènia, #keepcalm i fes un tuit - 2015 ISBN 978-84-489-3601-3
- Xènia, estimar no fa mal Ed. Barcanova - 2016
- Torturades. Comanegra - 2023[9] ISBN 978-84-19590-15-2
- La puta i la santa. Comanegra - 2024[10] ISBN 978-84-10161-11-5

## Premis

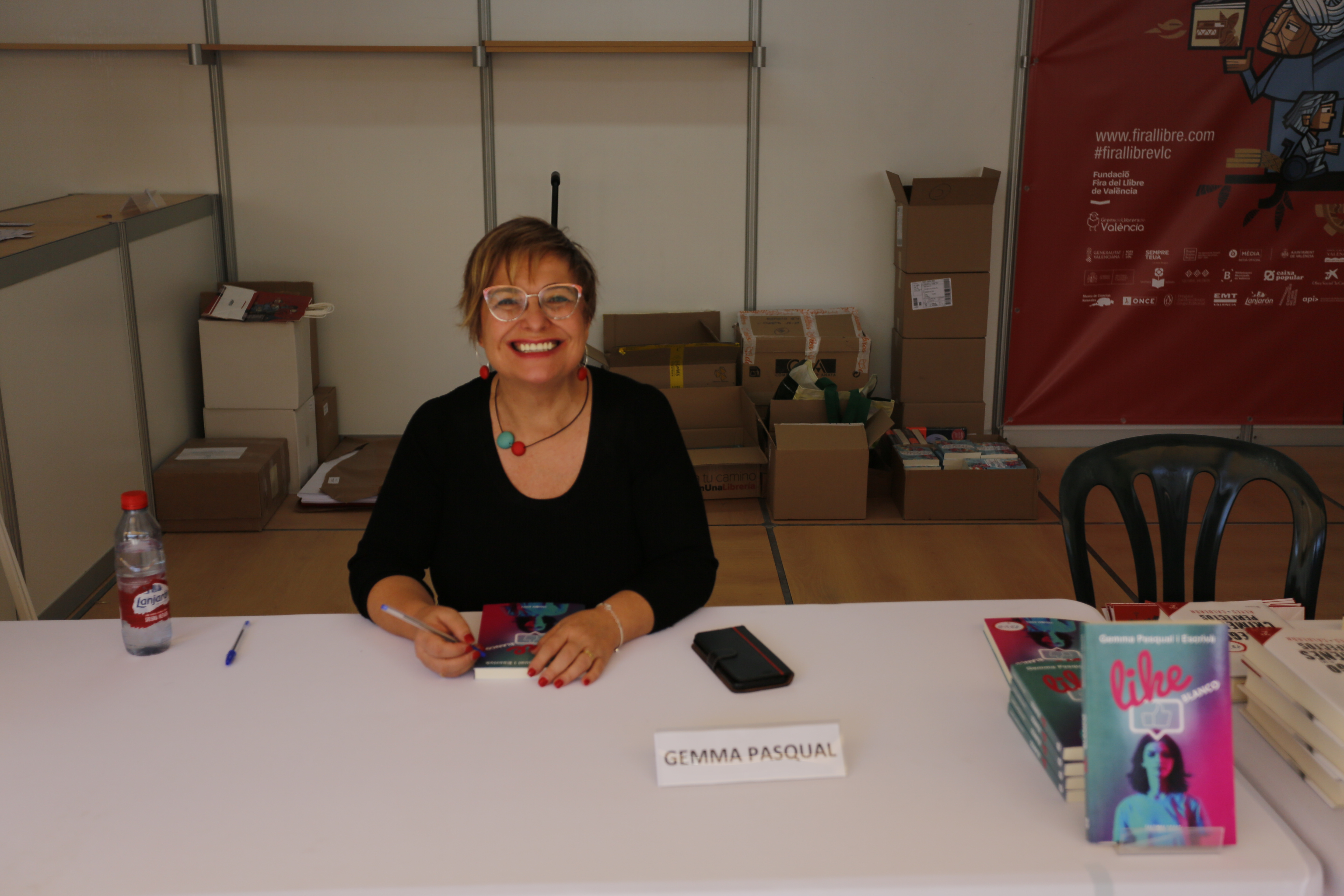
L'escriptora a la Fira del Llibre de València del 2022.

Ha estat guardonada amb diversos premis, els més destacables són:
- Premi Mallorca de Narrativa Juvenil 2008 per l'obra La Relativitat d'anomenar-se Albert.[11]
- Premi Barcanova 2007 de Literatura Juvenil per l'obra Llàgrimes sobre Bagdad.
- Premi Benvingut Oliver 2007 de Literatura Juvenil per l'obra La Mosca, assetjament a les aules.
- Premi Samaruc 2005 de Literatura Juvenil per l'obra L'últim vaixell.
- Premi de les Lletres 6a edició, dins els Premis Club a la Nostra Marxa 2003.
- Premi Jaume I de Crevillent, per la seua tasca cap al desenvolupament de la literatura juvenil al nostre país (2003).
- Premi Samaruc 2003 de Literatura Juvenil per l'obra Et recorde, Amanda.
- Premi Samaruc 2002 de Literatura Juvenil per l'obra Marina.